# Conus fijisulcatus
Espèce
Statut de conservation UICN

 LC  : Préoccupation mineure
Conus fijisulcatus est une espèce de mollusques gastéropodes marins de la famille des Conidae.
Comme toutes les espèces du genre Conus, ces escargots sont prédateurs et venimeux. Ils sont capables de « piquer » les humains et doivent donc être manipulés avec précaution, voire pas du tout.

## Description
La taille de la coquille varie entre 18 mm et 55 mm.

## Distribution
Cette espèce marine est présente dans l'océan Pacifique au large de Fidji.

### Niveau de risque d’extinction de l’espèce
Selon l'analyse de l'UICN réalisée en 2011 pour la définition du niveau de risque d'extinction, cette espèce récemment décrite (2008) est endémique des Fidji où elle se trouve au large de la côte de Vanua Levu. Elle a été collectée vivante entre 150 et 380 m. Tous les spécimens de cette espèce ont été obtenus lors d'enquêtes scientifiques, aucun n'a été rendu disponible pour le commerce. En raison de son inaccessibilité, il est peu probable qu'elle soit disponible dans le commerce des spécimens de coquilles à l'avenir. Il n'y a pas de mesures de conservation en place pour la protection de cette espèce, cependant, sa distribution en profondeur fournit une protection naturelle en la rendant moins accessible. Elle est répertoriée comme étant de préoccupation mineure.

## Taxonomie

### Publication originale
L'espèce Conus fijisulcatus a été décrite pour la première fois en 2008 par le malacologiste Robert Gerard Moolenbeek (d), Dieter Röckel (d) (1922-2015) et Philippe Bouchet dans la publication intitulée « Vita Malacologica »,.

### Synonymes
- Asprella fijisulcata (Moolenbeek, Röckel & Bouchet, 2008) · non accepté
- Conus (Asprella) fijisulcatus Moolenbeek, Röckel & Bouchet, 2008 · appellation alternative

## Identifiants taxonomiques
Chaque taxon catalogué par les bases de données biologiques et taxonomiques possède un identifiant qui permet d'établir un point de référence. Les identifiants de Conus fijisulcatus dans les principales bases sont les suivants :
CoL : 5ZXR4 - GBIF : 6510930 - iNaturalist : 431970 - IRMNG : 11813947 - NCBI : 897541 - TAXREF : 155500 - UICN : 192787 - WoRMS : 428421